# Федерация хоккея Хорватии
Хорватский союз по хоккею на льду (хорв. Hrvatski savez hokeja na ledu) - организация, которая занимается проведением соревнований по хоккею на территории Хорватии. Федерация образована 9 ноября 1935 года, член Международной федерации хоккея с шайбой с 6 мая 1992 года. Федерация объединяет 4 клуба, более 437 зарегистрированных игроков (из них 150 взрослых). В стране существуют 2 открытых площадки с искусственным льдом и 2 Дворца спорта, крупнейший в находится Загребе  («Дом спорта») вместимостью 6,000 мест.

## История
Хоккей с шайбой начал развиваться в Хорватии с 1894 года. Начало было положено доктором Франко Букари, который вернулся домой из Швеции после получения диплома в стокгольмском Центральном Гимнастическом Институте. Первая хоккейная команда ХАск (Хорватский академический спортивный клуб) образована в 1906 году. Первый официальный хоккейный матч зарегистрирован зимой 1916 - 1917 годах между ХАСК и ХСД - 2:0. В ноябре 1922 года в Загребе  образована Федерация зимнего спорта, куда входили лыжные гонки, конькобежный спорт и хоккей. Первый дворец с искусственным льдом в Хорватии появился в 1961 году в Загребе.

## Турниры
Первый чемпионат Югославии состоялся в 1939 году, и два из четырех участвовавших клубов представляли Хорватию - «Марафон» и ЗКД (оба из Загреба). В 47 югославских чемпионатах по 1939 по 1991 года хорватские команды побеждали 6 раз. Клуб «Марафон» образован в 1915 году, с 1945 носил название «Младост» и побеждал трижды - в 1947, 1949 и 1956 годах. Клуб ЗКД с 1961 года известный под названием «Медвешчак» и также побеждал трижды 1989-1991. Успехам команды во многом способствовали российские специалисты: тренер А. Кострюков и хоккеисты В. Крутов, С. Борисов, В. Анисин, С. Столбунов, В. Щуренко, М. Анферов.
Самостоятельный чемпионат Хорватии проводится с сезона 1991-92. В турнире постоянно выступают 4 клуба: три из Загреба - ХК «Загреб», «Медвешчак» и «Младост», один из города Сисак - «ИНА». Чемпионы: ХК «Загеб» - 1992-1994, 1996, «Медвешчак» (Загреб) - 1995, 1997-2004.

## Игроки и национальная сборная
Сборная Хорватии первый международный матч провела 7 ноября 1992 года в Загребе со сборной Словении - 1:15. С 1939 по 1991 года ведущие хорватские хоккеисты выступали в сборной Югославии. В первых матчах сборной Югославии на чемпионате мира в 1939 году в Базеле и Цюрихе выступало трое хорватов: М. Попович, С. Степетич и И. Томич. Хорваты входили в состав сборной Югославии на чемпионатах мира 1951 (группа В) - 8 игроков и 1955 (группа В) - 6 игроков. Последний матч сборной Югославии, в которой играли и хорваты, состоялся 7 апреля 1991 года. Лучшее достижение Хорватии на чемпионатах мира - пятое место в группе С в 1998 и 1999 годах. На зимних Олимпийских играх сборная Хорватии не выступала.
Сильнейшие хоккеисты Хорватии разных лет:
- Вратари: Д. Любич, Ю. Синанович, Р. Келлер;
- Защитники: И. ратей, С. Ткалчич, С. Трумбетач, М. Латковичи, С. Алмер, М. Панчиров, М. Кочеянчич, С. Галиятович, А. Еленек, И. Ячменяк, И. Спажич, М. Ковачик;
- Нападающие: И. Заева, Д. Орлич, И. Грошич, М. Кире, Х. Лукич, Г. Елинек, Х. Аппелт, И. Муслим, М. Белинич, Г. Горбачев, Д. Коломбо, С. Скргатич , Д. Радин, Д. Волич, Мато Младенович, Д. Гоянович, Велько Жибрет.